# La Claye
Claye è un comune francese soppresso, che contava 51 abitanti, situato nel dipartimento della Vandea, nella regione dei Paesi della Loira.

## Storia
Nel 1999 si è fuso con il comune di La Bretonnière per formare il comune di La Bretonnière-la-Claye.